# 5502 Brashear
5502 Brashear este un asteroid din centura principală de asteroizi.

## Descriere
5502 Brashear este un asteroid din centura principală de asteroizi. A fost descoperit pe 1 martie 1984 la Stația Anderson Mesa de Edward L. G. Bowell. El prezintă o orbită caracterizată de o semiaxă mare de 2,67 ua, o excentricitate de 0,13 și o înclinație de 12,3° în raport cu ecliptica.